# Karol Gruber
Karol Gruber (ur. 6 kwietnia 1928 w Kocmaniu, zm. 1 października 2010) – polski polityk, poseł na Sejm PRL VIII i IX kadencji.

## Życiorys
W 1946 podjął pracę w Dolnośląskich Zakładach Metalurgicznych „Dozamet” w Nowej Soli, był m.in. kierownikiem robót elektrycznych. Otrzymał tytuły Zasłużonego pracownika Zakładu „Dozamet” oraz Zasłużonego dla energetyki. W 1976 ukończył Średnią Szkołę dla pracujących.
Do Polskiej Zjednoczonej Partii Robotniczej należał od momentu jej powstania w 1948. Delegat na VIII Zjazd PZPR. W 1980 uzyskał mandat posła na Sejm PRL VIII kadencji w okręgu Zielona Góra. Należał do komisji sejmowych: Planu Gospodarczego, Budżetu i Finansów; Pracy i Spraw Socjalnych oraz Polityki Społecznej, Zdrowia i Kultury Fizycznej. W 1985 ponownie uzyskał mandat. W Sejmie IX kadencji zasiadał w Komisji Planu Gospodarczego, Budżetu i Finansów oraz w Komisji Skarg i Wniosków. Pochowany na cmentarzu komunalnym przy ul. Wandy w Nowej Soli.

## Odznaczenia
- Krzyż Kawalerski Orderu Odrodzenia Polski (1973)
- Srebrny Krzyż Zasługi (1964)
- Medal 30-lecia Polski Ludowej (1974)